# Zuzara venosa
Zuzara venosa is een pissebed uit de familie Sphaeromatidae. De wetenschappelijke naam van de soort is voor het eerst geldig gepubliceerd in 1876 door Stebbing.